# Мухаммад аль-Арифи
Муха́ммад ибн Абдуррахма́н аль-Ари́фи (араб. محمد بن عبد الرحمن العريفي‎; род. 15 июля 1970, Эр-Рияд, Саудовская Аравия) —  саудовский исламский проповедник, профессор Университета короля Сауда, член Всемирной исламской лиги и Ассоциации мусульманских учёных.
Является самым влиятельным в Саудовской Аравии блогером: он прославился на весь мир своими роликами на ресурсе Youtube.

## Ранняя жизнь и образование

### Академические квалификации

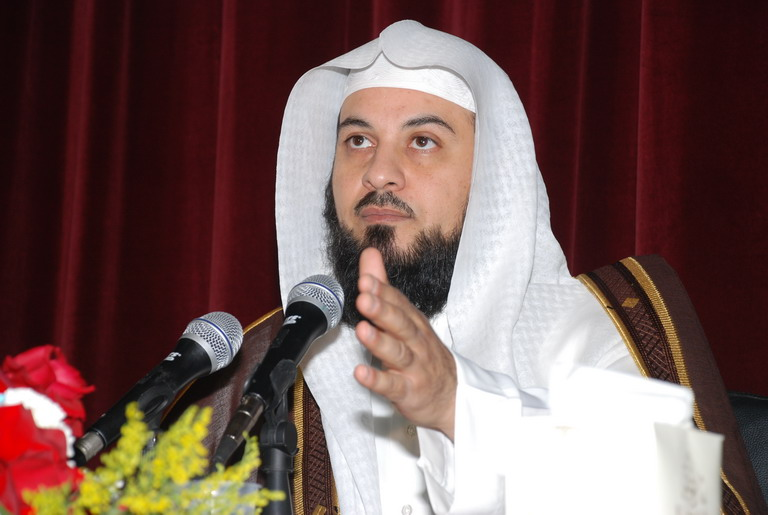
Мухаммад аль-Арифи выступает на одной из богословских лекций, Кувейт, 2009 год

Мухаммад аль-Арифи имеет степень бакалавра в области мусульманского богословия, полученная им в 1991 году в Эр-Рияде в Исламском университете ибн Сауда.
В 1996 году он также получил степень магистра исламской теологии на тему основы исламской религии и исламских сект.

## Блогерство
На аккаунт аль-Арифи в Твиттере подписано более 20 млн подписчиков. К 6 маю 2019 года страница его аккаунта в Facebook набрала более 24 млн лайков, что делает его аккаунт в топ-100 наиболее популярных аккаунтов, и в топ-10 самых популярных аккаунтов среди личностей из Арабского мира и Ближнего Востока. Согласно BBC, аль-Арифи можно считать «Бредом Питтом мусульманской богословской среды».
Аль-Арифи известен своими резкими и ксенофобскими высказываниями. Выступал с резкой критикой шиитов, называя их «злом». Выносил такфир шиитскому священнослужителю аятолле Систани. С гордостью заявлял, что в Саудовской Аравии нет мавзолеев, общественных статуй, христианских крестов.
Также он описывал израильтян как трусливых воинов, и заявлял, что в «их танках только моча и фекалии», а сами они воюют в подгузниках.

## Критика
В июле 2013 года аль-Арифи был задержан властями Саудовской Аравии по причине критических высказываний по поводу военного переворота в Египте на своём YouTube-канале.
В июле 2013 года Швейцария запретила аль-Арифи въезд на 5 лет.